# Dwars door Vlaanderen 1964
Dwars door Vlaanderen 1964 (deutsch: Quer durch Flandern) war die 20. Austragung des belgischen Straßenradrennen Dwars door Vlaanderen in der Region Flandern. Das Rennen fand über zwei Etappen vom 29. bis zum 30. März 1964 über 437 Kilometer für Berufsfahrer statt. Sieger wurde Piet van Est. Zum ersten Mal in der Geschichte dieses Rennens ging der Sieg nicht an einen belgischen Fahrer.

## Rennverlauf
Dwars door Vlaanderen 1964 wurde nach einer Punktewertung ausgetragen. Der Fahrer mit der niedrigsten Punktezahl wurde Sieger. Bei Punktgleichheit entschied die Etappenplatzierung. Start und Ziel war Waregem. Es wurden zwei Etappen gefahren, die 2. Etappe war in zwei Teilabschnitte aufgeteilt.
Die 1. Etappe von Waregem nach Genk gewann Etienne Vercauteren. Die 1. Halbetappe des zweiten Tages von Genk nach Waregem gewann Robert Vandecaveye. Das abschließende Rennen gewann Jaak De Boever.

## Rennergebnis
|     | Fahrer                | Team                     | Punkte |
| --- | --------------------- | ------------------------ | ------ |
| 1.  | Piet van Est          | Televizier               | 17     |
| 2.  | Etienne Vercauteren   | Labo-Dr. Mann            | 23     |
| 3.  | Jos de Wit            | Pelforth-Sauvage-Lejeune | 31     |
| 4.  | Romain Van Wynsberghe | Pelforth-Sauvage-Lejeune | 33     |
| 5.  | Gustaaf De Smet       | Wiel’s-Groene Leeuw      | 33     |
| 6.  | Frans Verbeeck        | Wiel’s-Groene Leeuw      | 36     |
| 7.  | Jaak De Boever        | Wiel’s-Groene Leeuw      | 38     |
| 8.  | Willy Raes            | Labo-Dr. Mann            | 39     |
| 9.  | Daniel Andries        | Flandria-Romeo           | 43     |
| 10. | Walter Muylaert       | Labo-Dr. Mann            | 46     |